# Sompong Amornwiwat
Sompong Amornwiwat (ur. 1940) – tajski polityk, minister sprawiedliwości od lutego do września 2008, wicepremier i minister spraw zagranicznych od 24 września 2008 do 2 grudnia 2008.
Sompong Amornwiwat jest członkiem rządzącej Partii Władzy Ludu (PPP, Peoples Power Party). W przeszłości był odnoszącym sukcesy biznesmenem. Zajmował stanowiska ministra transportu, pracy i przemysłu w poprzednich rządach. 6 lutego 2008 objął funkcję ministra sprawiedliwości w gabinecie premiera Samaka Sundaraveja. Był typowany na jednego z jego potencjalnych następców. Jednakże ostatecznie nowym premierem został wybrany Somchai Wongsawat. 24 września 2008 Sompong Amornwiwat objął w gabinecie premiera Wongsawata stanowisko wicepremiera i ministra spraw zagranicznych.
Po rozwiązaniu Partii Władzy Ludu i dymisji gabinetu premiera Wongsawata nakazem Sądu Konstytucyjnego 2 grudnia 2008 z powodu kupowania głosów wyborczych, Sompong Amornwiwat jako członek kierownictwa tej partii został wykluczony z życia politycznego na okres 5 lat.